# Ricardo Riesco Jaramillo
Ricardo Riesco Jaramillo (Santiago de Chile, 26 de enero de 1949) es un geógrafo,  profesor y diplomático chileno retirado.

## Vida
Ricardo Riesco Jaramillo es el hijo de Alfredo Riesco Grez y de María Isabel Jaramillo Phillips. Es licenciado de Geografía de la Universidad de Chile y promovido Doctor en Geografía de la Universidad de Bonn.
Esta casado con María Teresa Eyzaguirre Smart.
De 1987 a 1990 fue embajador de la dictadura de Augusto Pinochet en Bonn.

En 2008 fue Vicerrector de la Universidad Gabriela Mistral.
Del 16 de julio de 2009 al 01 de julio de 2014 fue rector de la Universidad San Sebastián.

## Obra
- Geopolítica Austral y Antártica en Boletín Antártico Chileno n° 4 Julio-Dec. 1984, de El Mercurio, 29 de mayo de 1984
- Perspectiva Geopolitica de Diferendo Austral en Boletín Antártico Chileno n° 5 Julio-Dec 1985
- Fronteras y Tareas Geopolíticas Chilenas en el Océano Pacífico Sur y en el Continente Antártico, en Revista Chilena de Geopolítica 2 (1985): 17-34
- Valoración Geoestratégica del Hemisferio Austral.